# Харгартен (Айфель)
Харгартен (нем. Hargarten) — община в Германии, в земле Рейнланд-Пфальц.
Входит в состав района Айфель-Битбург-Прюм. Подчиняется управлению Арцфельд. Население составляет 87 человек (на 31 декабря 2010 года). Занимает площадь 2,00 км².